# Ченъл
Ченъл (на английски: Channel) е архипелаг от 8 малки и средни острови. Той е разположен в Тихия океан по крайбрежието на Калифорния на юг от пролива Санта Барбара. Върху 5 от тях е разположен едноименният национален парк. В него се срещат много редки видове, сред които и почти застрашената островна лисица.
Осемте острова са разпределени между 3 калифорнийски окръга: Санта Барбара (4), Вентура (3) и Лос Анджелис (1).
Островите са следните:
- Аракапа
- Сан Мигел
- Санта Круз
- Санта Роза
- Сан Клементе
- Сан Николас
- Санта Барбара
- Санта Каталина